# Hans Nieuwenburg
Johannes ("Hans") Nieuwenburg (Koudekerk aan den Rijn, 5 juni 1968) is een voormalig Nederlandse waterpolospeler.
Hij speelde onder andere voor De Zijl-LGB en Polar Bears. Nieuwenburg nam tweemaal deel aan de Olympische Spelen in 1992, 1996 Het Nederlands team eindigde respectievelijk op een negende en tiende plaats. In 1996 was Nieuwenburg tevens aanvoerder van het team.
Nieuwenburg is medeoprichter van het waterpoloblad ManMeer!.
Marc van Belkum · 
Bert Brinkman · 
Arie van de Bunt · 
Robert Havekotte · 
Koos Issard · 
John Jansen · 
Gijs van der Leden · 
Harry van der Meer · 
Hans Nieuwenburg · 
Remco Pielstroom · 
John Scherrenburg · 
Jalo de Vries · 
Jan Wagenaar
Arie van de Bunt · 
Gert de Groot · 
Arno Havenga · 
Koos Issard · 
Bas de Jong · 
Niels van der Kolk · 
Marco Kunz · 
Harry van der Meer · 
Hans Nieuwenburg · 
Joeri Stoffels · 
Eelco Uri · 
Wyco de Vries
- International Standard Name Identifier: 0000 0003 9513 453X
- Nederlandse Thesaurus van Auteursnamen: 104067160
- Virtual International Authority File: 289792127
- WorldCat: E39PBJhxtd4mpgrMMt4cXvF9Xd